# مؤسسة إس سي بي
مؤسسة إس سي بي (SCP): هي منظمة خيالية موثقة من قبل مشروع الخيال التعاوني القائم على الويب الذي يحمل نفس الاسم. ضمن الإعداد الخيالي لموقع الويب، تكون مؤسسة SCP مسؤولة عن تحديد موقع واحتواء الأفراد والكيانات والمواقع والأشياء التي تنتهك القانون الطبيعي (يشار إليها باسم SCPs). موقع الويب الواقعي يعتمد على المجتمع ويتضمن عناصر من العديد من الأنواع مثل الرعب والخيال العلمي والخيال الحضري.
في مؤسسة SCP ويكي، تتكون غالبية الأعمال من «إجراءات احتواء خاصة»: وثائق داخلية تصف كائن SCP ووسائل إحتوائه. يحتوي الموقع أيضًا على الآلاف من «حكايات المؤسسة»، وهي قصص قصيرة تدور أحداثها في إطار مؤسسة SCP. تم الإشادة بالسلسلة لقدرتها على نقل الرعب من خلال أسلوبها في الكتابة العلمية والأكاديمية، فضلاً عن معايير الجودة العالية بها. ألهمت المؤسسة العديد من الأعمال العرضية، بما في ذلك لعبة فيديو الرعب المستقلة SCP – Containment Breach.

## عرض عام للسلاسل
في إطار الموقع الخيالي، تعد مؤسسة SCP مؤسسة سرية مكلفة من قبل الحكومات في جميع أنحاء العالم لاحتواء ودراسة الأفراد والكيانات والمواقع والأشياء والظواهر الشاذة التي تعمل خارج حدود القانون الطبيعي (يشار إليها باسم «كائنات SCP»، أو بالعامية كـ "SCPs" أو "Skips"). إذا تُركت الأشياء دون احتواء، فإنها ستشكل تهديدًا مباشرًا للحياة البشرية وتصورات البشرية للواقع والحالة الطبيعية.
تم حجب وجود SCPs عن الجمهور لمنع الذعر الجماعي والسماح للحضارة البشرية بالعمل بشكل طبيعي. عندما يتم اكتشاف SCP ، تنشر مؤسسة SCP وكلاء إما لجمع ونقل SCP إلى منشأة أساسية، أو لاحتوائه في موقع اكتشافه إذا كان النقل غير ممكن. إذا كان SCP منتشرًا جدًا أو بعيد المنال أو يتعذر الوصول إليه بأي طريقة أخرى، فإن الاحتواء يتكون من قمع جميع المعلومات عن SCP من الجمهور. بمجرد احتواء SCPs ، يتم دراستها من قبل علماء المؤسسة. يتم استخدام موضوعات الاختبار التي حصلت عليها المؤسسة (يشار إليها بالفئة D) للتفاعل مع SCPs الخطرة بسبب الخطر الذي تشكله تلك SCPs واستهلاك الفئة D. تحتفظ مؤسسة SCP بوثائق لجميع SCPs الموجودة في عهدتها، والتي يمكن أن تتضمن التقارير والملفات ذات الصلة أو ترتبط بها. تصف هذه الوثائق استراتيجيات الاستهلاك والإنتاجية وتتضمن تعليمات للاحتفاظ بها بأمان.

### أمثلة عن الـSCPs التي تم إحتوائها
- SCP-055: هو شيء يجعل كل من يفحصه ينسى خصائصه المختلفة، مما يجعله لا يوصف إلا من حيث ما هو ليس كذلك.
- SCP-087: سلم يبدو أنه يهبط إلى الأبد. يسكن الدرج SCP-087-1 ، والذي يوصف بأنه وجه بدون فم أو ملامح أو فتحات أنف
- SCP-173: تمثال بشري مكون من حديد التسليح والخرسانة وطلاء رش الكريلون. يكون ثابتًا عند النظر اليه، لكنه يهاجم الناس ويضرب عنقهم عندما ينكسر خط رؤيتهم معه. سريع للغاية، لدرجة أنه يمكن أن يتحرك لعدة أمتار أثناء رمش المراقب.لكي يتم تجنب هجومه يدخل ثلاثة من اعضاء المنظمة يظل واحد لمراقبته بينما الاثنان الاخران ينظفان حبسه"مكان احتوائه" وعندما يوشك المراقب على الرمش يعطي اشارة لزملائه لكي يعوض مكانه احداهما لكي لاينقطع خط رؤيتهم معه.
- SCP-715: هو عبارة عن خاتم من يرتديه تزداد مناعة جسمه لكنه يصبح يشعر بتعب دون بذل اي جهد و يصبح غير قادر على حل ابسط الأسئلة اذا نام الشخص و هو مرتدي الخاتم لن ينهض حتى يتم ازالته
- SCP-426: هي محمصة خبز كهربائية لا يمكن الإشارة إليها إلا بصغة المتكلم مثلا: (أنا SCP-426).
- SCP-1171: منزل يتم تغطية نوافذه دائمًا بالتكثيف؛ من خلال الكتابة بالتكثيف على الزجاج، من الممكن التواصل مع كيان إضافي الأبعاد تكون نوافذه مغطاة بالمثل بالتكثيف. يحمل هذا الكيان عداءًا كبيرًا تجاه البشر ولكنه لا يعرف أن أعضاء المؤسسة هم بشر.
- SCP-1609: عبارة عن نشارة تنتقل عن بعد إلى رئتي أي شخص يقترب منها بطريقة عدوانية أو أثناء ارتداء زي معين. كان في السابق كرسيًا مسالمًا ينتقل عن بعد إلى أي شخص قريب يشعر بالحاجة إلى الجلوس، لكنه دخل في حالته العدوانية الحالية بعد أن تم إدخاله في حطاب من قبل منظمة منافسة.
- SCP-3199: و هو عبارة عن مخلوق يشبه البشر و الدجاج عدواني جدا تجاه اي مخلوق حي مثل الحيوانات او البشر يمتاز بطريقة وضعه للبيض المختلفة عن بقية الحيوانات مثل الدجاج فهو يضع البيض من فمه كما ان بيضه يفقس بسرعة كبيرة في درجة حرارة عالية يهاجم اي مخلوق حي يراه
- SCP-5814: وهو كائن من خارج المجموعة الشمسية EXO-L يملك قوى خارقة للطبيعة ورثها من مالكيه (السكان الأصليين للكوكب الذي يسكن فيه "EXO") يستعملها ضد كل من يحاول الوقوف في وجهه وحالما يستعملها ضد البشر يتم استنساخ قدرات ذاك البشري وتصبح ملكه بعد أن يقضي عليه كان في السابق مسالمًا لكن منذ أن أصبح كوكبه مهدد بالانقراض دخل في حالة من الهيجان.
- SCP-103 هو كائن مكور المظهر يتحول إلى إنسان في معظم الأحيان لكن عندما لا يكون إنسان يتحول إلى كلب أسود اللون هو يحب الهدوء أحيانا عندما يكون إنسان يتكلم ويبكي (هو كائن غير عدواني).

## أسلوب الكتابة
في مؤسسة SCP ويكي، غالبية الأعمال عبارة عن مقالات قائمة بذاتها توضح بالتفصيل «إجراءات الاحتواء الخاصة» لكائن SCP معين. في مقال نموذجي، يتم تعيين رقم تعريف فريد لكائن SCP. يتم بعد ذلك تعيين «فئة كائن» (على سبيل المثال، «إقليدس» أو «كيتر») لكائن SCP بناءً على صعوبة احتوائه. تحدد الوثائق بعد ذلك إجراءات الاحتواء المناسبة وتدابير السلامة، ثم تصف كائن SCP المعني. يمكن أيضًا إرفاق الإضافات، مثل الصور أو بيانات البحث أو تحديثات الحالة، بالمستند. التقارير مكتوبة بنبرة علمية وغالبا ما تكون معلومات «منقحة». اعتبارًا من ديسمبر 2020، توجد مقالات لأكثر من 6000 عنصر SCP ؛ وتتم إضافة مقالات جديدة بشكل مستمر.
تحتوي مؤسسة SCP على ما يقرب من أربعة آلاف قصة قصيرة يشار إليها باسم «حكايات مؤسسة». يتم وضع القصص داخل عالم مؤسسة SCP ، وغالبًا ما تركز على أو تشير إلى موظفي مؤسسة SCP أو كيانات SCP. أشار جريجوري بوركارت، الذي يكتب لـ Blumhouse Productions ، إلى أن بعض حكايات المؤسسة كان لها نغمة قاتمة وكئيبة، بينما كان البعض الآخر «فاتر القلب بشكل مدهش».
تفتقر مؤسسة SCP إلى قانون مركزي، لكن القصص الموجودة على الويكي غالبًا ما يتم ربطها معًا لإنشاء روايات أكبر. يتمتع المساهمون بالقدرة على إنشاء «شرائع»، وهي مجموعات من SCPs وحكايات المؤسسة مع مواقع أو شخصيات أو حبكة مركزية مماثلة. تحتوي العديد من «الشرائع» على صفحات مركزية تشرح مفهومها الأساسي وتوفر معلومات مثل الجداول الزمنية وقوائم الشخصيات.
تم وصف نوع مؤسسة SCP بأنها خيال علمي وخيال حضري ورعب وكريبي باستا.

## المجتمع
نشأت سلسلة مؤسسة SCP في «خوارق» / x / forum of 4chan ، حيث تم نشر إجراء الاحتواء الخاص الأول، SCP-173، في عام 2007. تم إنشاء العديد من إجراءات الاحتواء الخاصة الإضافية بعد فترة وجيزة؛ نسخت SCPs الجديدة أسلوب SCP-173 وتم وضعها في نفس الكون الخيالي. تم إنشاء موقع wiki مستقل في يناير 2008 على خدمة استضافة EditThis لعرض مقالات SCP. لم يكن لدى موقع تحرير هذا الموقع وسطاء، أو القدرة على حذف المقالات. يتم التواصل مع الأعضاء من خلال صفحات نقاش المقالات الفردية و / x / board ؛ يفتقر الموقع إلى منتدى مناقشة مركزي. في يوليو 2008، تم نقل سلسلة مؤسسة SCP إلى موقع Wikidot الحالي الخاص بها بعد تحول EditThis إلى نموذج مدفوع.
يحتوي موقع Wikidot الحالي على العديد من ميزات wiki القياسية مثل البحث عن الكلمات الرئيسية وقوائم المقالات. يحتوي موقع wiki أيضًا على مركز أخبار، وأدلة للكتاب ومنتدى مناقشة مركزي. تتم إدارة الويكي من قبل فرق الموظفين؛ كل فريق مسؤول عن وظيفة مختلفة مثل التواصل مع المجتمع والانضباط. يجب على مستخدمي Wikidot تقديم طلب قبل السماح لهم بنشر المحتوى. يتم تخصيص صفحة مناقشة لكل مقالة في الويكي، حيث يمكن للأعضاء تقييم القصص المقدمة وتقديم النقد البناء لها. كثيرًا ما يستخدم المؤلفون صفحات المناقشة لتحسين قصصهم. يتمتع الأعضاء أيضًا بالقدرة على «التصويت لصالح» المقالات التي تعجبهم و «التصويت ضد» المقالات التي لا تعجبهم؛ يتم حذف المقالات التي تتلقى عددًا كبيرًا جدًا من صافي الأصوات المعارضة. لاحظ الكتاب من Daily Dot and Bustle أن الموقع يحافظ على معايير صارمة لمراقبة الجودة، وأن المحتوى دون المستوى يميل إلى الإزالة بسرعة.
يحتضن الموقع مسابقات إبداعية للكتاب دوريا من أجل تشجيع طلبات الالتحاق. على سبيل المثال، في شهر نوفمبر من سنة 2014، نَظمتْ مؤسسة سكيب «مسابقة ديستوبيا» التي جرى تشجيع أعضائها على تقديم كتابات حول عالم كئيب ومنحط في سياق محتويات المؤسسة.
عقد موقع Wikidot بشكل روتيني مسابقات للكتابة الإبداعية لتشجيع التقديمات. على سبيل المثال، في نوفمبر 2014، عقدت مؤسسة SCP «مسابقة ديستوبيا» حيث تم تشجيع أعضائها على تقديم كتابات حول المؤسسة في عالم كئيب أو متدهور. مكتبة Wanderer's هي موقع ويب شقيق لمؤسسة SCP. يستخدم نفس الإعداد الذي تستخدمه مؤسسة SCP Foundation ، ولكنه يتكون من قصص خيالية بدلاً من تقارير علمية. تحتفظ مؤسسة SCP Foundation أيضًا بمجتمع لعب الأدوار، ومنتدى على Reddit ، ومجموعة DeviantArt ، ومدونتان على Tumblr ، وحساب Facebook و Twitter. بصرف النظر عن المجتمع الإنجليزي الأصلي، يوجد أربعة عشر فرعًا رسميًا للغات الأجنبية.

## استقبال
تلقت مؤسسة SCP مراجعات إيجابية إلى حد كبير. أشادت ميشيل ستار من CNET بالطبيعة المخيفة للمسلسل. أشادت جافيا بيكر وايتلو، التي كتبت في صحيفة ديلي دوت، بأصالة مؤسسة SCP ووصفتها بأنها «أكثر كتابات الرعب إقناعًا بشكل فريد على الإنترنت». وأشارت إلى أن إجراءات الاحتواء الخاصة نادرا ما تحتوي على دماء لا مبرر لها. بدلاً من ذلك، غالبًا ما تم إثبات رعب المسلسل من خلال أسلوب التقارير «البراغماتي» و «الجامد»، وكذلك من خلال تضمين التفاصيل. كما أشارت ليزا سهاي، التي كتبت في صحيفة كريستيان ساينس مونيتور، إلى «أسلوب اللسان في الخد» لمؤسسة SCP.
أشار Alex Eichler ، الذي يكتب لـ io9 ، إلى أن السلسلة كانت ذات مستويات متفاوتة من الجودة وأن بعض التقارير كانت مملة أو متكررة. ومع ذلك، فقد أشاد بمؤسسة SCP لعدم الإفراط في الظلام، ولاحتوائها على المزيد من التقارير الخفيفة. بالإضافة إلى ذلك، أشاد بالتنوع الكبير في المفاهيم التي يغطيها التقرير، وقال إن مؤسسة SCP تحتوي على كتابات من شأنها أن تروق لجميع القراء. أشار لي ألكساندر، الذي يكتب لصحيفة الغارديان، إلى أن نظام التصويت في الويكي يسمح للقراء بتحديد موقع المحتوى الذي «يعتقد المجتمع أنه الأفضل والأكثر رعباً».
قارن وينستون كوك ويلسون، الذي يكتب لمجلة Inverse ، مؤسسة SCP بكتابات المؤلف الأمريكي إتش بي لوفكرافت. مثل Lovecraft ، تفتقر ملفات حالة مؤسسة SCP عمومًا إلى تسلسل الإجراءات ويتم كتابتها بنبرة أكاديمية زائفة. جادل كوك ويلسون بأن أعمال Lovecraft وأعمال مؤسسة SCP قد تعززت بسبب التوترات بين لهجتهم العلمية المنفصلة والطبيعة المقلقة والمروعة للقصص التي يتم سردها.
ذكر بريان ألكسندر، في كتابه The New Digital Storytelling ، أن مؤسسة SCP قد تكون «الإنجاز الأكثر تقدمًا في رواية قصص الويكي» بسبب العملية واسعة النطاق والمتكررة التي من خلالها تنشئ قاعدة مستخدمي مؤسسة SCP محتوى أدبيًا.
لاحظ أندرو بول، الذي كتب لـ Dark (ish) Web on Medium ، التنوع الكبير في الأسلوب في جميع أنحاء الأعمال وربط تنسيق الكتابة القصيرة بالاتجاهات الحالية في الوسائط الرقمية مثل Snapchat و Vine. ويصف أيضًا أوجه التشابه السياسية للنغمة البيروقراطية، والتي تزيد في عينيه الرعب.

## الأثر الثقافي
SCP Foundation: Iris Through the Looking-Glass : هي سلسلة روايات خفيفة كتبها أكيرا ورسمها سيدو. يركز الكتاب على فتى اختطفته مؤسسة SCP بعد أن رأى صورة إيريس، أنثى SCP ، في كل كتاب يفتحه؛ يُجبر الصبي وإيريس على التعاون للهروب من المؤسسة. بدأ نشر سلسلة الرواية في اليابان في سبتمبر 2018، وأصدرتها شركة Seven Seas Entertainment في أمريكا الشمالية في يناير 2020.
في أكتوبر 2014، تم عرض مسرحية بعنوان مرحبًا بكم في لجنة الأخلاقيات في دبلن على مسرح Smock Alley. ركزت المسرحية على لجنة الأخلاقيات بمؤسسة SCP ، وهي هيئة تحاول الحد من إجراءات الاحتواء غير الأخلاقية. في منتصف عام 2016، قامت بعثة غلاسكو للموسيقى الجديدة بقيادة المايسترو جيسيكا كوتيس بأداء أعمال مستوحاة من مؤسسة SCP في مهرجان بلج السنوي العاشر للموسيقى المعاصرة.

## ألعاب الفيديو
ألهمت مؤسسة SCP العديد من ألعاب الفيديو المستقلة:
- SCP – Containment Breach:واحدة من أكثر الألعاب شعبية على أساس مؤسسة SCP ، تم إصدارها من قبل المطور الفنلندي Joonas Rikkonen في عام 2012. شخصية اللاعب هي الفئة D غير مسمى تحاول الهروب من منشأة الاحتواء. يجب على اللاعب تجنب حراس المؤسسة المسلحين وهروب SCPs ، بما في ذلك SCP-173. تتضمن اللعبة وظيفة وميض، مما يجعل اللاعب يغلق عينيه ويسمح لـ SCP-173 بالاقتراب.
- SCP Secret Laboratory: هي لعبة متعددة اللاعبين مبنية على خرق الاحتواء. يتمتع اللاعبون بخيار اللعب كلاعب SCP أو عالم هارب أو الفئة D أو ميليشيا مسلحة تابعة لمؤسسة SCP المدافعة أو تمرد الفوضى المهاجم.
- تتضمن ألعاب الفيديو الأخرى SCP-3008 (لعبة مخططة متعددة اللاعبين تم تعيينها في SCP-3008) و SCP-087 (لعبة رعب حول السير في SCP-087).تم الكشف عن لعبة Control ، وهي لعبة فيديو تم إنشاؤها بواسطة Remedy Entertainment ، لأول مرة في E3 2018 وتم إصدارها في أغسطس 2019. تأثرت لعبة الفيديو بشكل كبير بمؤسسة SCP ، حيث تركزت اللعبة على مكتب تحكم فيدرالي خيالي يجمع الأشياء العادية المشبعة مع تأثير خوارق للدراسة والحفاظ على الأمان.